# La Galère
La Galère is een schommelschip in het attractiepark Parc Astérix in Plailly gebouwd door Zamperla.

## Geschiedenis
Het schommelschip werd in gebruik genomen tijdens de opening van het park op 30 april 1989. La Galère ligt in het themagebied Les Vikings.

## Technische gegevens
Het schip biedt plaats aan 54 personen en heeft een capaciteit van 750 bezoekers per uur. Een rit duurt ongeveer 2 minuten en de minimum lengte om de attractie te betreden is 1,20 meter.
Afbeeldingen · Lijst van attracties